# It's On Again
It's On Again is een nummer van de Amerikaanse R&B-zangeres Alicia Keys en rapper Kendrick Lamar uit 2014. Het nummer staat op de soundtrack van de film The Amazing Spider-Man 2.
Het nummer haalde de hitlijsten in een aantal landen, maar werd nergens echt een hit. In Nederland haalde het de 2e positie in de Tipparade en in Vlaanderen de 16e positie in de Tipparade.